# Суперкубок Англии по футболу 1971
Суперкубок Англии по футболу 1971 года (англ. 1971 FA Charity Shield) — 49-й розыгрыш Суперкубка Англии, ежегодного футбольного матча, в котором встречались победитель Второго дивизиона сезона 1970/1971 «Лестер Сити» и финалист Кубка Англии сезона 1970/1971 «Ливерпуль». «Арсенал», чемпион Первого дивизиона и обладатель Кубка Англии (оформивший золотой дубль), отказался от участия в матче.
Игра прошла на стадионе «Филберт Стрит» в Лестере 7 августа 1971 года. Матч закончился с минимальной победой «лис».

## Отчёт о матче
| Лестер Сити | 1:0 | Ливерпуль |
| ----------- | --- | --------- |
| Уитуорт 15′ |     |           |